# Кармо
Кармо́ (фр. Carmaux, окс. Carmauç) — коммуна во Франции, находится в регионе  Окситания. Департамент — Тарн. Административный центр кантонов Кармо-1 Ле-Сегала и Кармо-2 Валле-дю-Серу. Округ коммуны — Альби.
Код INSEE коммуны — 81060.

## География
Коммуна расположена приблизительно в 540 км к югу от Парижа, в 80 км северо-восточнее Тулузы, в 14 км к северу от Альби.
По территории коммуны протекают реки Серу и Серок.

## Климат
Климат умеренно-океанический. Зима мягкая и дождливая, лето жаркое с частыми грозами. Ветры довольно редки.

## Население
Население коммуны на 2010 год составляло 10 116 человек.
| 1962   | 1968   | 1975   | 1982   | 1990   | 1999   | 2010   |
| ------ | ------ | ------ | ------ | ------ | ------ | ------ |
| 14 565 | 14 755 | 13 208 | 12 113 | 10 957 | 10 232 | 10 116 |

## Администрация
| Период | Период | Фамилия       | Партия                  | Примечания |
| ------ | ------ | ------------- | ----------------------- | ---------- |
| 1977   | 1997   | Жак Гулек     | Социалистическая партия |            |
| 1997   | 2008   | Рене Фрессине | Социалистическая партия |            |
| 2008   | 2020   | Ален Эспье    | Социалистическая партия |            |

## Экономика
В 2007 году среди 5742 человек в трудоспособном возрасте (15—64 лет) 3796 были экономически активными, 1946 — неактивными (показатель активности — 66,1 %, в 1999 году было 63,7 %). Из 3796 активных работали 3181 человек (1666 мужчин и 1515 женщин), безработных было 615 (302 мужчины и 313 женщин). Среди 1946 неактивных 516 человек были учениками или студентами, 643 — пенсионерами, 787 были неактивными по другим причинам.

## Фотогалерея

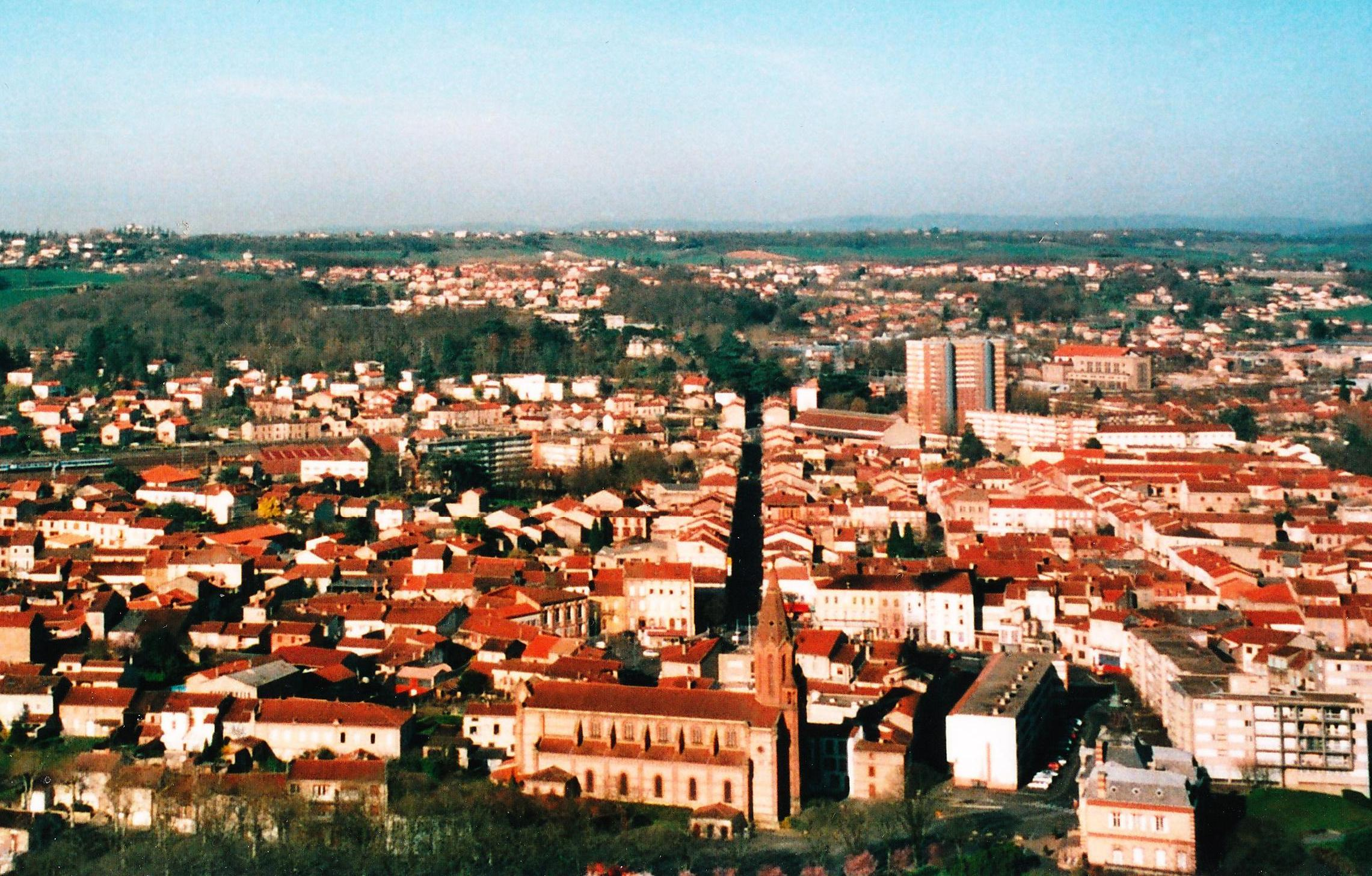
Кармо
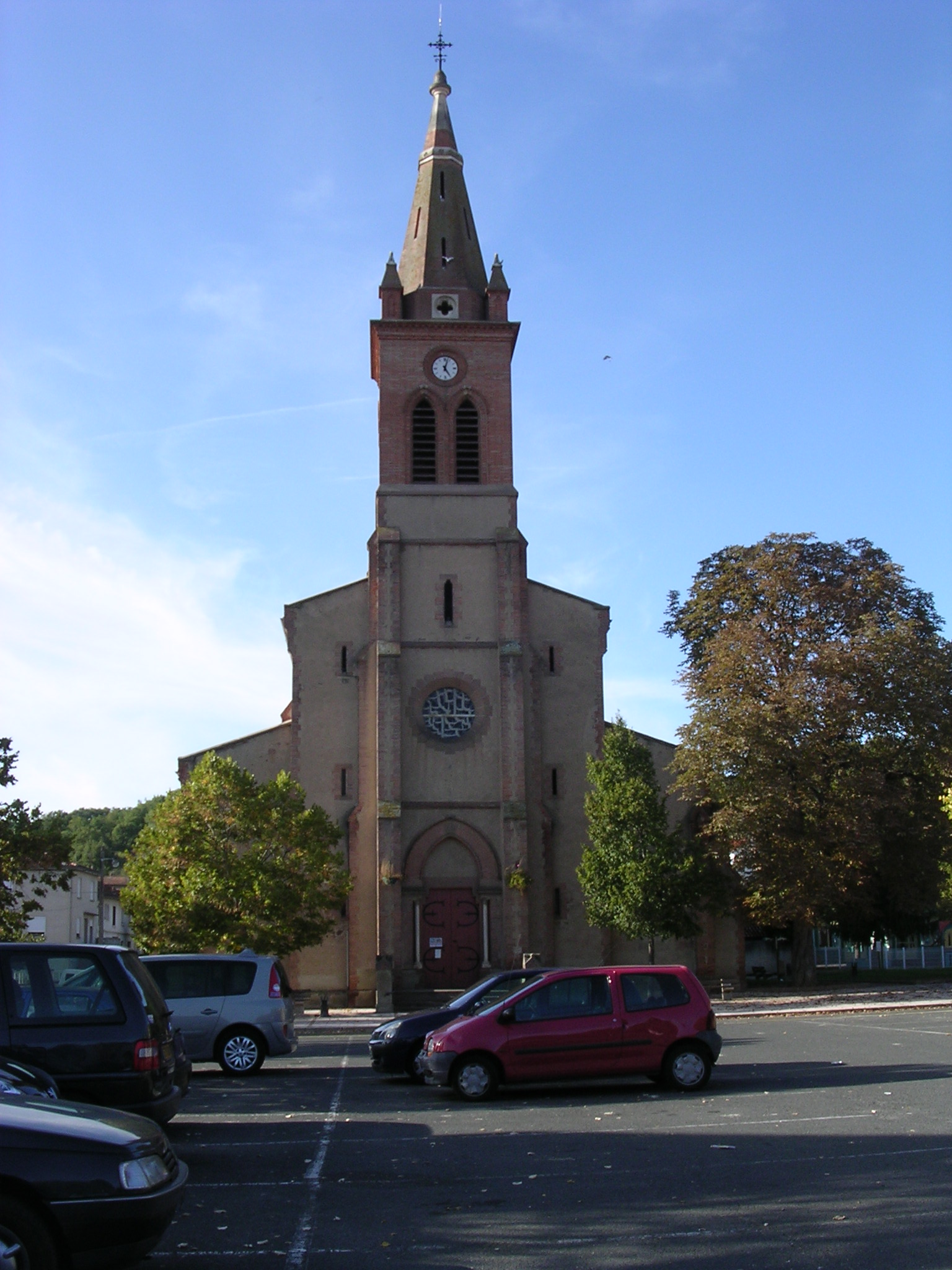
Церковь Св. Цецилии
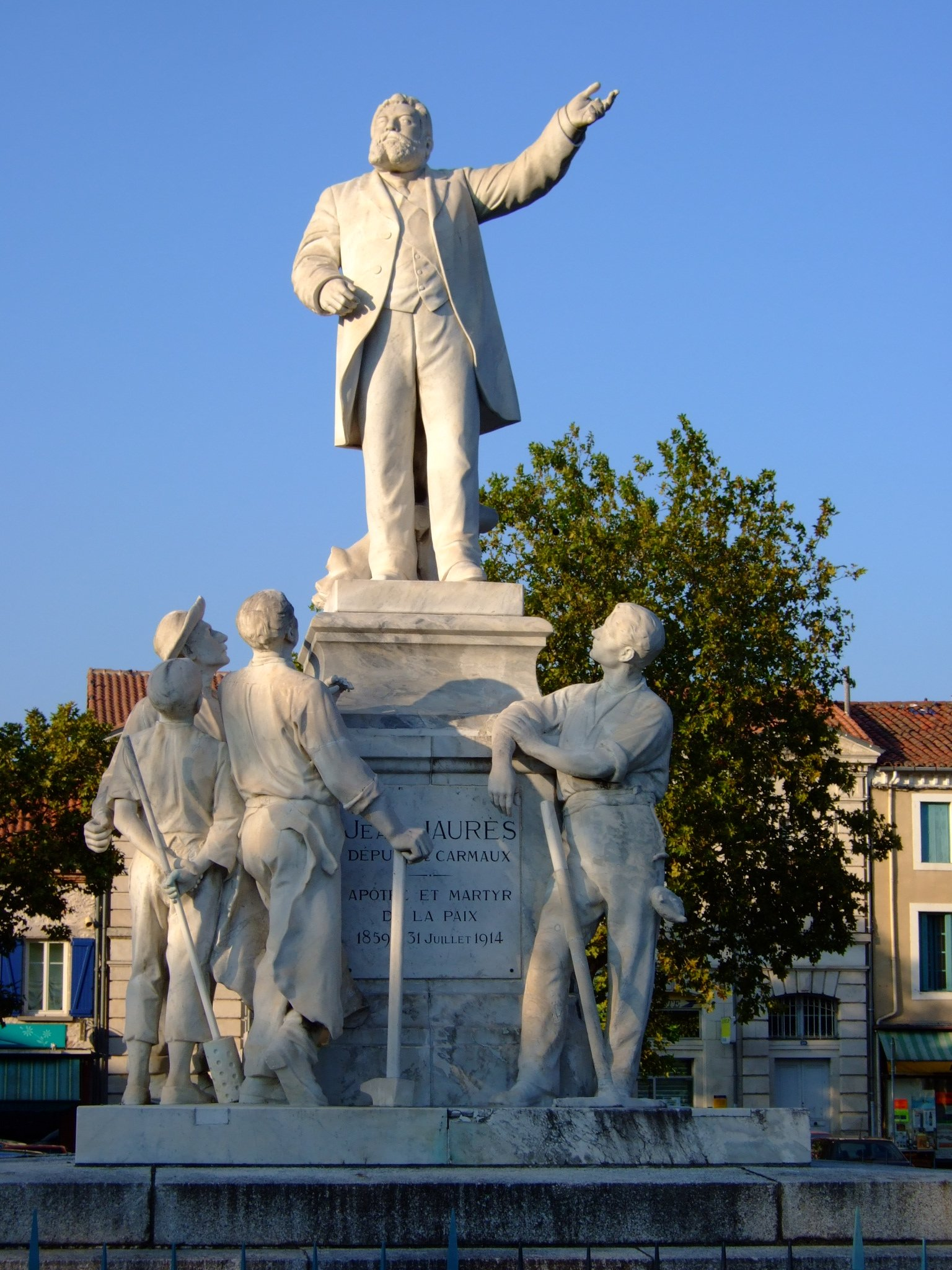
Памятник Жану Жоресу
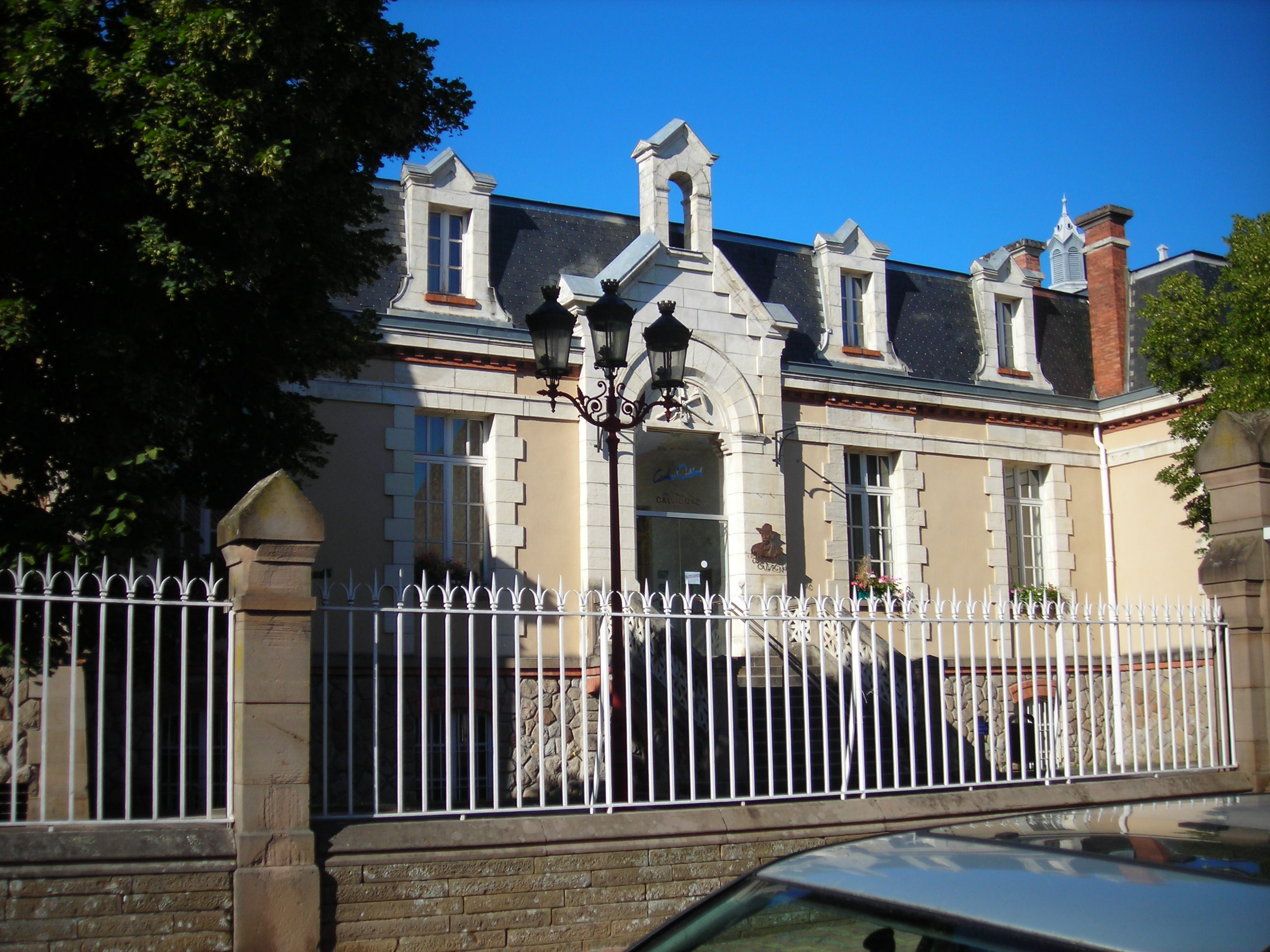
Бывшая больница Св. Варвары, ныне культурный центр
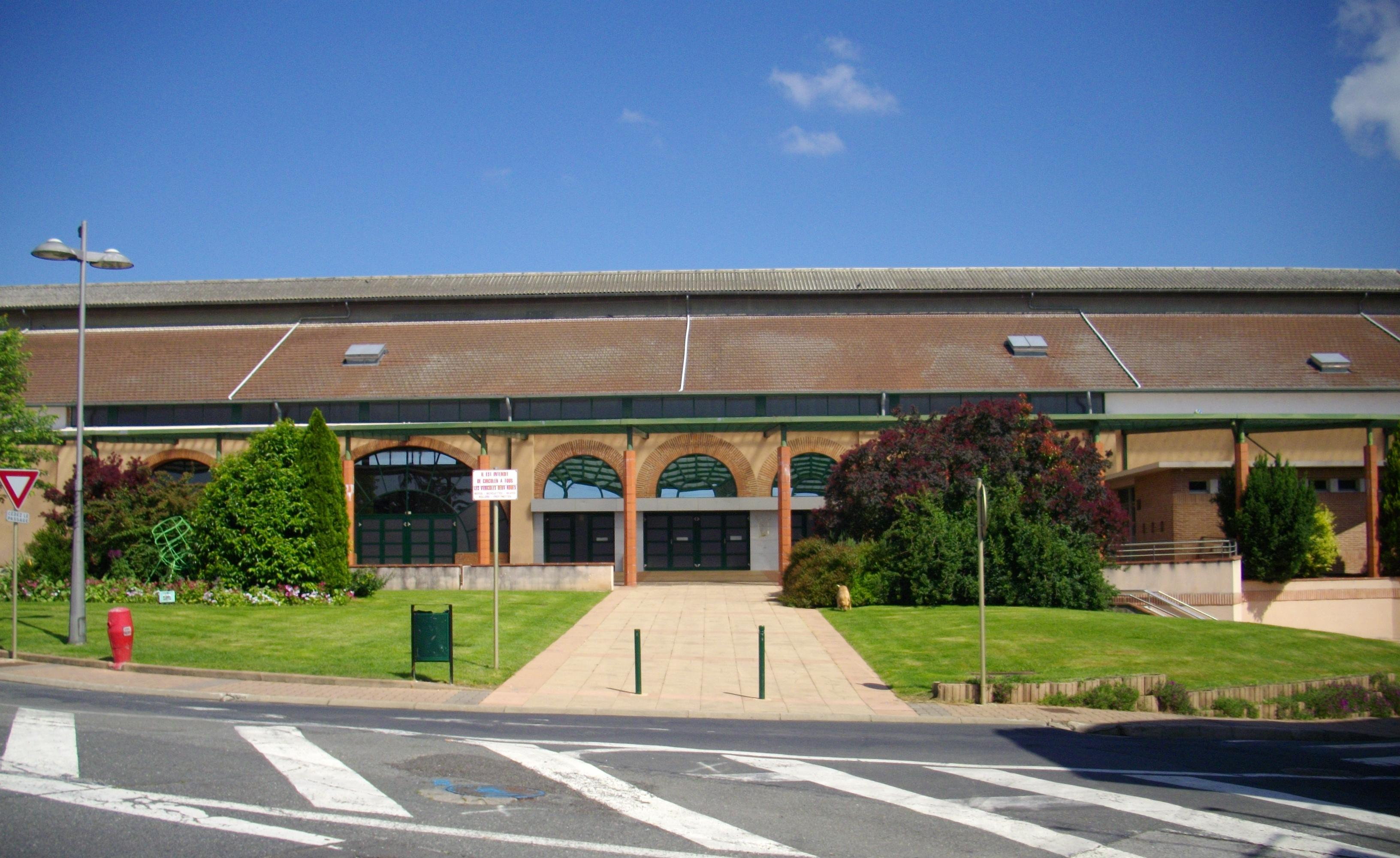
Бывший стекольный завод
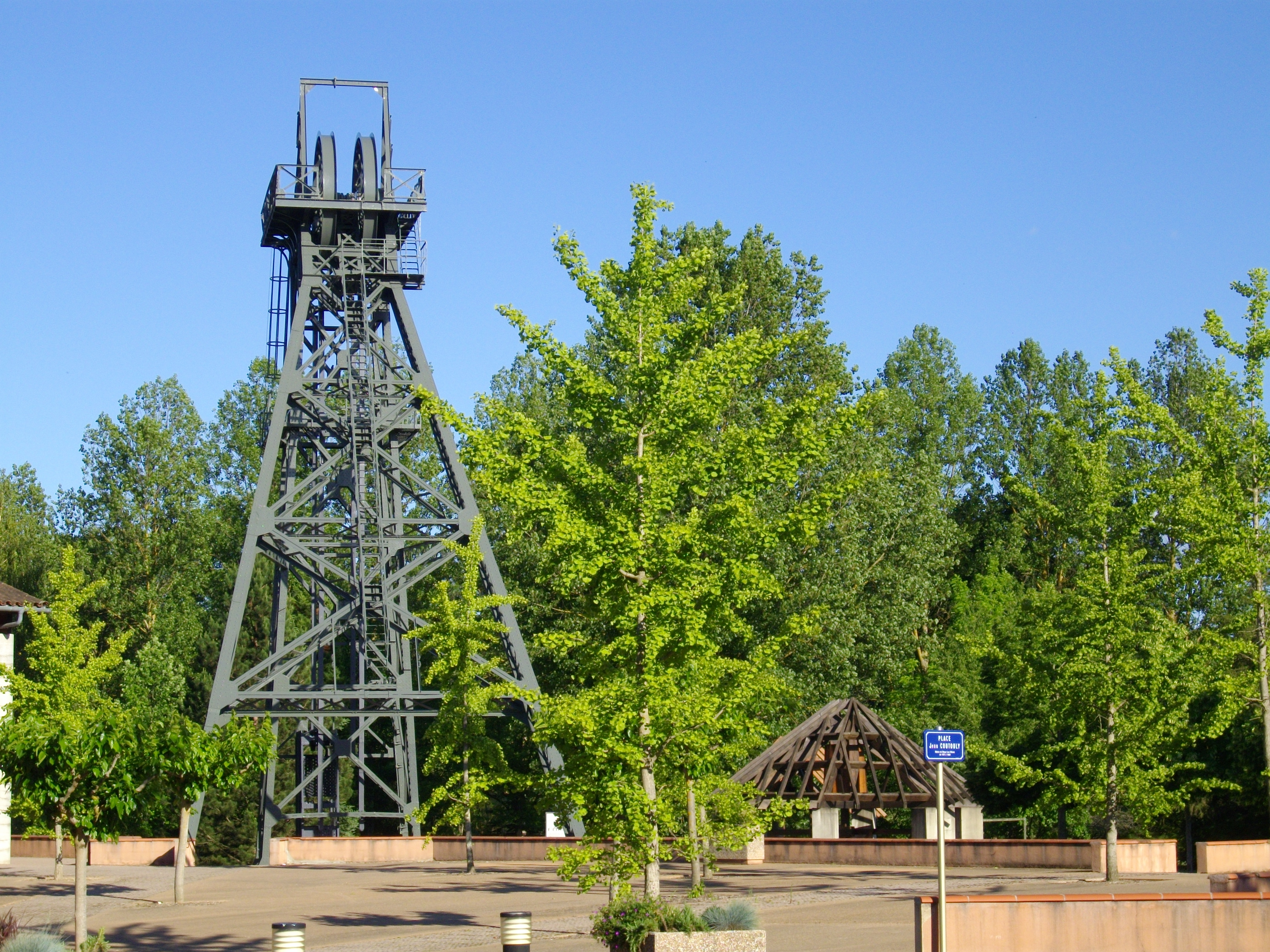
Шахта